# NGC 3197
NGC 3197 ist eine Spiralgalaxie vom Hubble-Typ Sbc im Sternbild Drache. Sie ist schätzungsweise 369 Millionen Lichtjahre von der Milchstraße entfernt.
Das Objekt wurde am 2. April 1801 von Wilhelm Herschel entdeckt.